# Cerambycinae
I Cerambycinae Latreille, 1802, sono una sottofamiglia di insetti cerambicidi distribuita in tutto il mondo con particolare abbondanza nelle regioni tropicali.

Comprende circa un terzo delle specie descritte di Cerambycidae.

## Morfologia

### Adulto
I Cerambycinae sono insetti di taglia variabilissima, comprendendo sia le specie più piccole della famiglia (generi mediterranei Gracllia e Nathrius), che alcune raggiungenti 8 cm di lunghezza (genere asiatico Neocerambyx).

I Cerambycinae sono solitamente caratterizzati da corpo più o meno parallelo, antenne generalmente lunghe, capo obliquo, mandibole corte ed area stridulatoria tipicamente intera (talvolta mancante in alcuni generi come Molorchus).

Mentre le specie notturne sono caratterizzate da colori spenti su toni di nero, bruno o grigio, le forme diurne presentano spesso vistose colorazioni a tinte contrastanti o addirittura metalliche.

### Larva

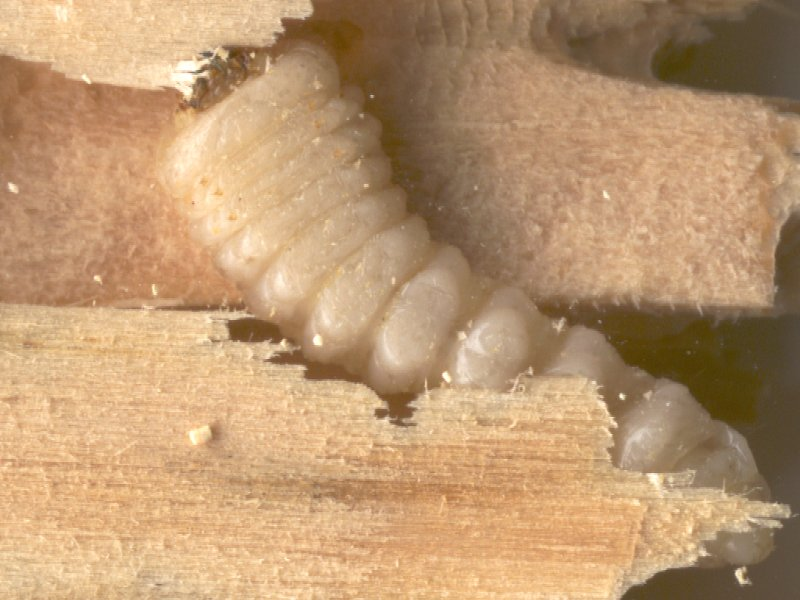
Larva di Hylotrupes bajulus (Linnaeus, 1758)

Le larve sono caratterizzate dal capo quadrato, profondamente infossato nel protorace, e dal labbro superiore estremamente piccolo.

Sono dotate generalmente di piccolissime zampe, talvolta mancanti in alcuni generi della tribù Clytini.

## Biologia

### Adulto
I Cerambycinae comprendono sia forma notturne che diurne.

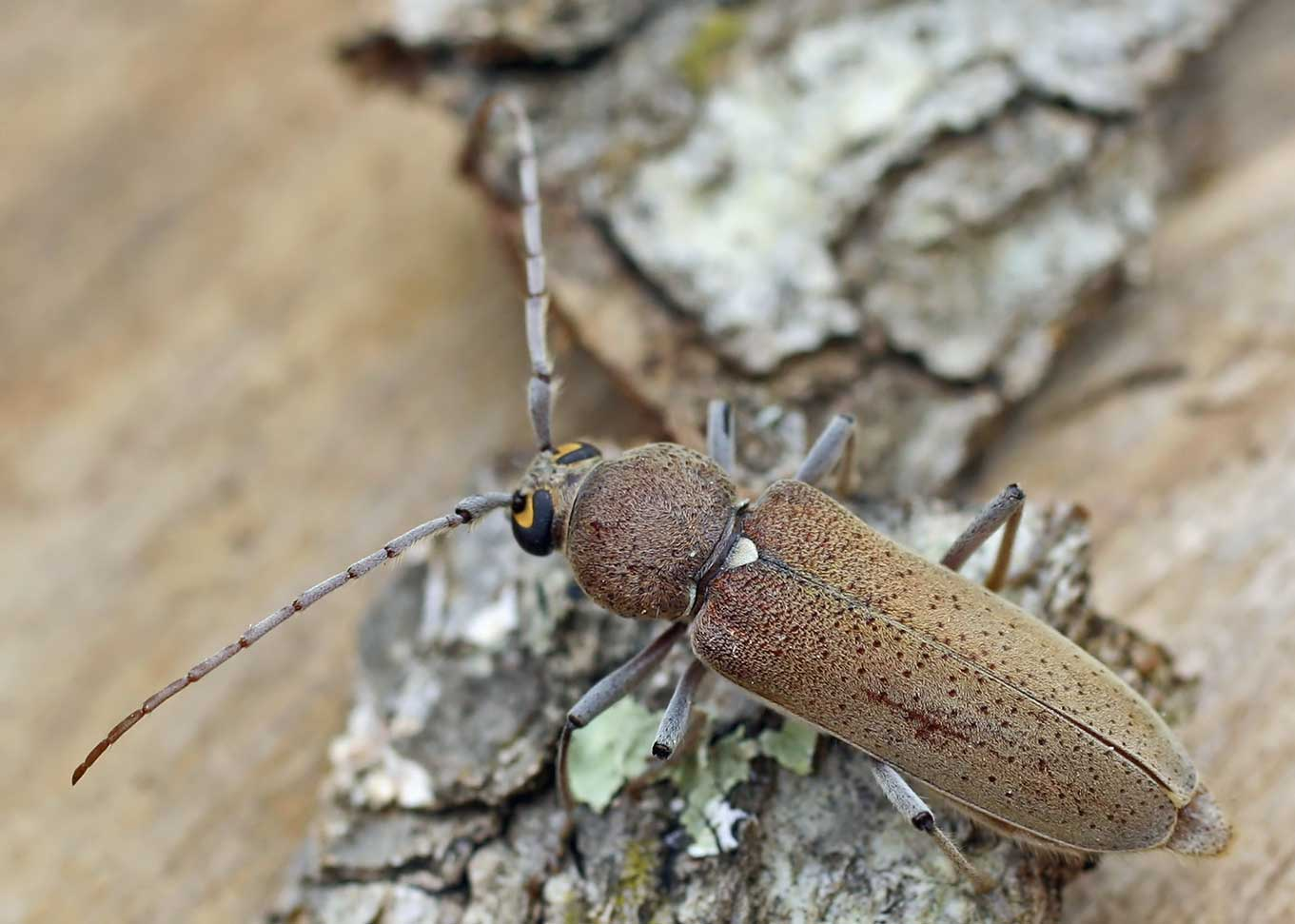
Hesperophanes sericeus (Fabricius, 1787)

Le tribù più primitive (Xystrocerini, Hesperophanini, Callidiopini, Achrysonini, Elaphidiini) così come la maggioranza delle specie tropicali sono notturne ed arboricole.

Le forme più evolute sono diurne ed arboricole (Callidiiini, Callichromatini), ed altre addirittura floricole (Clytini, Anaglyptini, Stenopterini).

Tuttavia alcune tribù, e persino alcuni generi, presentano tutti i gradi evolutivi. Ad esempio i Cerambycini includono nel solo genere Cerambyx specie notturne (Cerambyx welensii), diurne arboricole (Cerambyx cerdo, Cerambyx miles) e diurne floricole (Cerambyx scopolii).

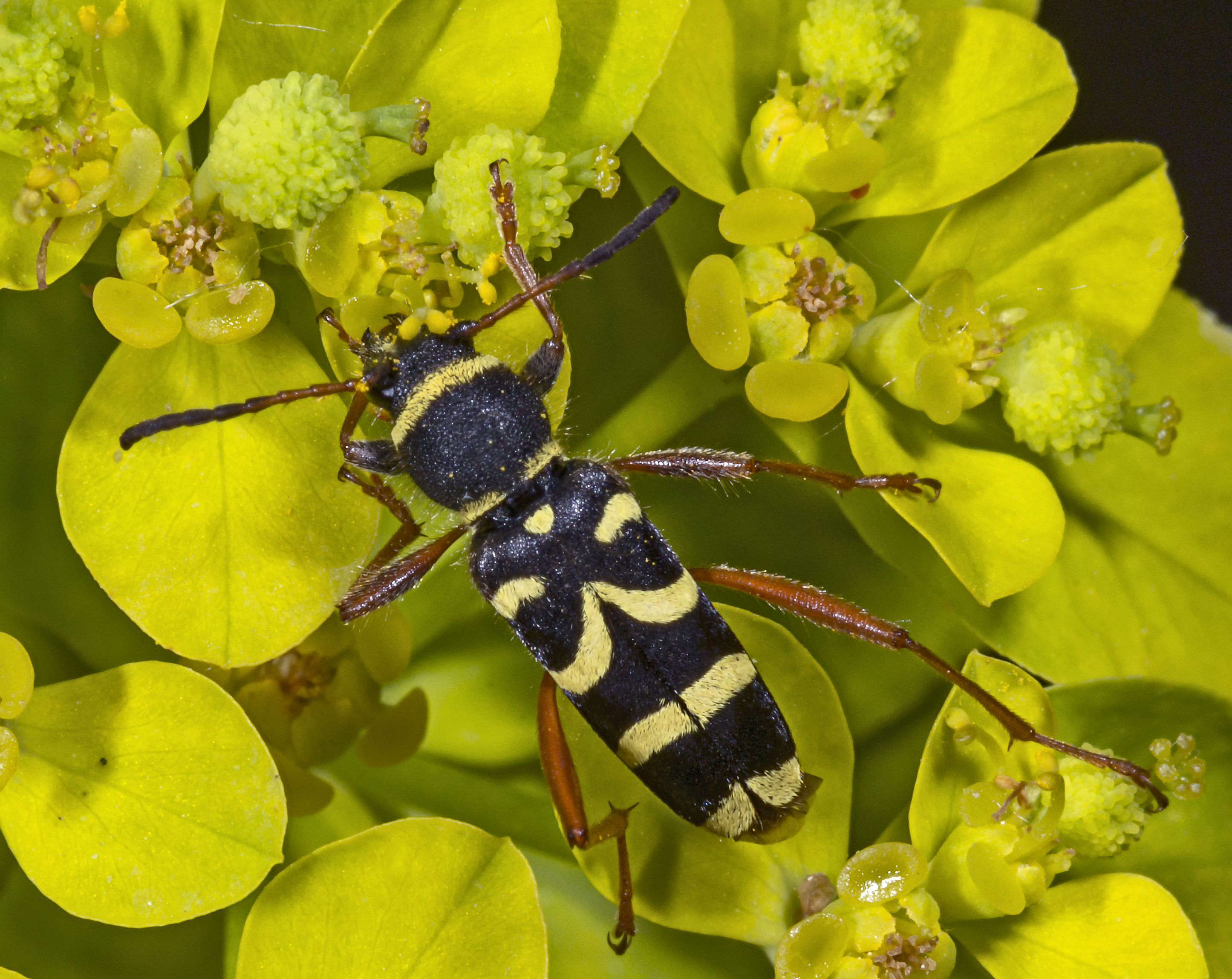
Clytus arietis (Linnaeus, 1758)

I gruppi floricoli, come i Clytini, presentano spesso colorazioni aposematiche su toni di giallo e nero che li rendono molto simili ad alcuni imenotteri aculeati. Si tratta di un tipico esempio di mimetismo batesiano.

Altre specie diurne (e talvolta floricole) come i Trachyderini del genere Purpuricenus presentano colorazioni aposematiche su toni di rosso e nero.

### Larva
Le larve dei Cerambycinae attaccano sia latifoglie che conifere, nutrendosi del legno sia del tronco che dell'apparato radicale.

Le larve di due specie (Hylotrupes bajulus e Trichoferus holosericeus) possono anche attaccare legno secco in opera, risultando assai pericolose per le costruzioni.

## Sistematica

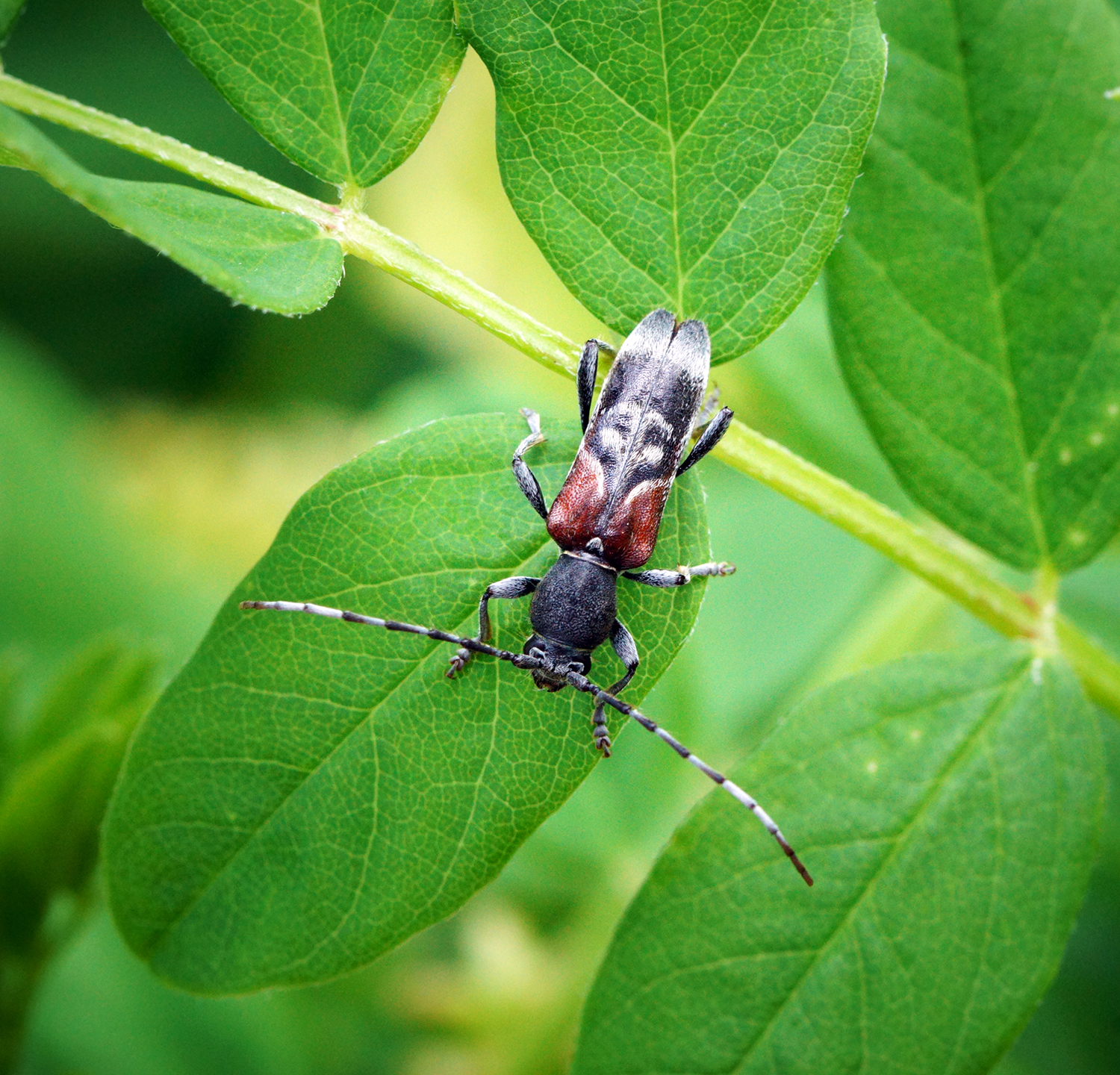
Anaglyptus mysticus (Linnaeus, 1758)

I Cerambycinae sono stati divisi in circa un centinaio di tribù i cui limiti appaiono talvolta controversi e difficili da stabilire, soprattutto per quanto riguarda le tribù più primitive e quelle delle zone tropicali.

Di queste, meno di una ventina si trovano in Europa:
- Achrysonini Lacordaire, 1869
- Anaglyptini Lacordaire, 1869
- Callidiini Mulsant, 1839
- Callichromatini Blanchard, 1845
- Cerambycini Latreille, 1804
- Certallini Audinet-Serville, 1834
- Clytini Mulsant, 1839
- Compsocerini Thomson, 1864
- Deilini Fairmaire, 1864
- Elaphidiini Thomson, 1864 (importati)
- Graciliini Mulsant, 1839
- Hesperophanini Mulsant, 1839
- Hyboderini Linsley, 1940
- Molorchini Mulsant, 1863
- Obriini Mulsant, 1839
- Psebiini Lacordaire, 1869
- Stenopterini Fairmaire, 1868
- Trachyderini Dupont, 1836